# زیردریایی تیپ ای۲
زیردریایی تیپ ای۲ (به انگلیسی: Type A2 submarine) یک زیردریایی است که طول آن 372.8 ft می‌باشد.